# Nick Golterman
 (février 2019).
Si vous disposez d'ouvrages ou d'articles de référence ou si vous connaissez des sites web de qualité traitant du thème abordé ici, merci de compléter l'article en donnant les références utiles à sa vérifiabilité et en les liant à la section « Notes et références ».
Nick Golterman, né le 12 avril 1992 à Nieuwegein,, est un acteur, réalisateur, producteur et scénariste néerlandais.

## Filmographie

### Acteur

#### Cinéma et téléfilms
- 2009 : The Man from Vegas : Lance
- 2010 : Day 42 : Sam
- 2011 : Rembrandt en ik (nl) : Lijkdrager, le patient
- 2011 : Razend (nl) : Nick
- 2012 : Hydrophobia : Koen
- 2013 : Witte Wolken : Menno
- 2013 : Max & Billy's Drill Machine Girl (nl) : Billy
- 2013 : Van God los (nl) : L'étudiant
- 2013 : Bro's Before Ho's (nl) : Henk, le remplisseur de boîte
- 2014 : Stuk! (nl) : Iwan
- 2014 : De Donuts : Joris
- 2014 : Taart : Le candidat à l'emploi
- 2014 : Troubled Soul : Nick
- 2014 : Aanmodderfakker : Gladjakker
- 2014 : Wonderbroeders (nl) : Le garçon malade
- 2014 : Guys Night : Le nouveau zombie
- 2015 : Oswald : Foppe
- 2015 : No Future : Leo
- 2015 : Peer : Peer
- 2015 : De Overkant : Freek
- 2015 : Bluf : Ronnie
- 2015 : De lullige levensloop van een saaie man : Darryl
- 2016 : Fissa : Nerd Erwin
- 2016 : Roos Kamerloos : Jens
- 2016 : Tom's Treasure Hunt : Tom
- 2016 : Op Zoek : Tom
- 2016 : Mijn kleine grote broer : Mees
- 2016 : All-in Kitchen (nl) : Wally Wortel
- 2016-2017 : De mannen van dokter Anne : Jochem Hazenberg
- 2016-2019 : Cliffhanger : Deux rôles (IJsbrand et le professeur Jägerschnitzel)
- 2017 : B.A.B.S. (nl) : Ruben Schenk
- 2017 : Storm: Letters van Vuur (nl) : L'huissier de justice no 2
- 2017 : Cascadeur malgré lui : Portier
- 2017 : Voor elkaar gemaakt (nl) : Jonathan, le directeur
- 2017 : All the Single Ladies! : Le clown
- 2017 : Spaak : Sandro
- 2017 : Bella Donna's (nl) : Billy
- 2017 : Weg van jou (nl) : Lowie
- 2017 : Komt een man bij de dokter (nl) : Le gendre, docteur Masselink
- 2017 : Spangas : Le reporteur
- 2018 : Het leven is vurrukkulluk (nl) : Wim
- 2018 : Spangas op Zomervakantie (nl) : Sjors
- 2018 : De Film van Dylan Haegens (nl) : IJsbrand
- 2018 : Jagershart : Dirk

### Réalisateur, producteur et scénariste
- 2009 : The Man from Vegas
- 2010 : Day 42
- 2014 : Lisa
- 2015 : Oswald